# 漠百灵

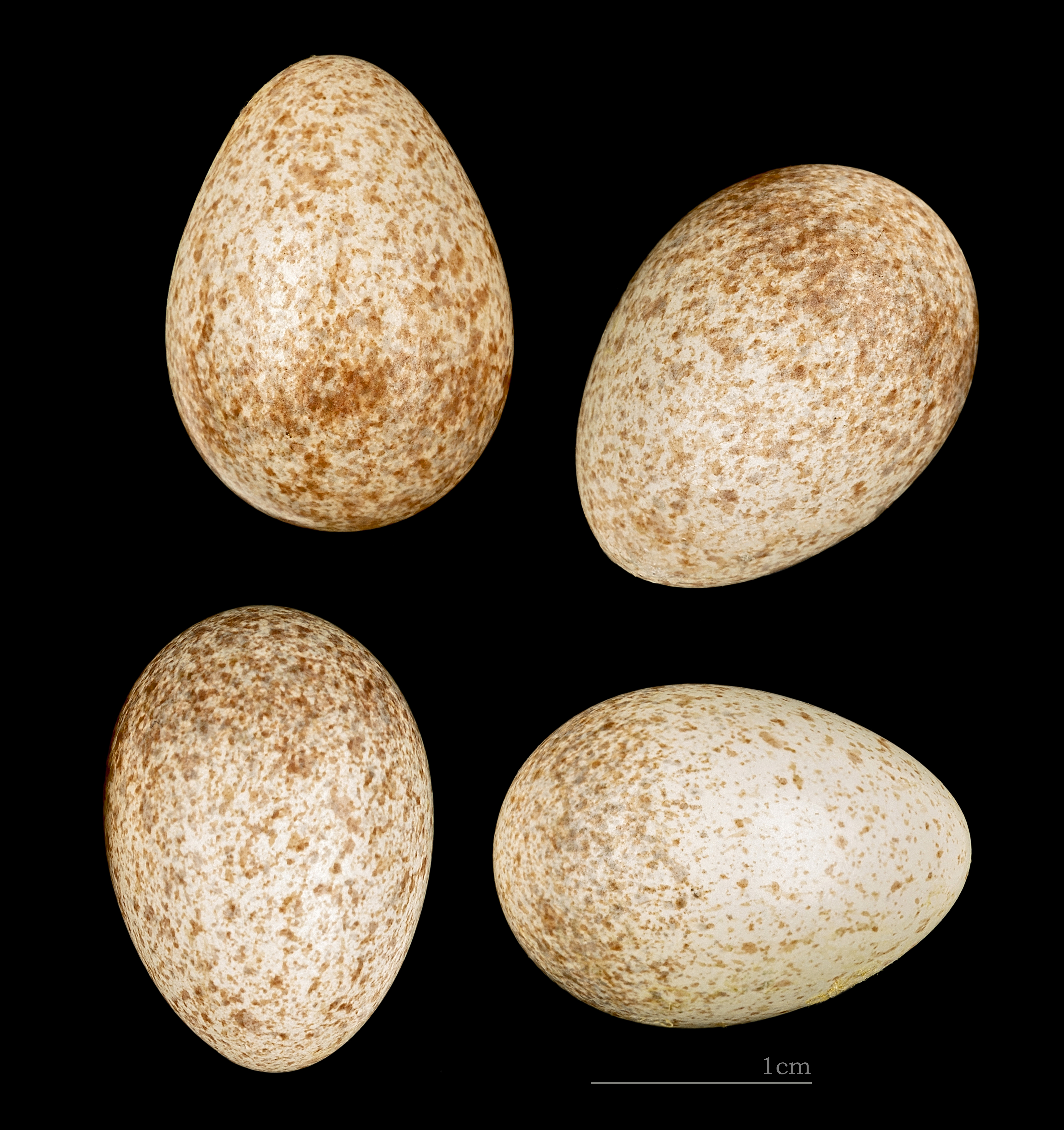
Ammomanes deserti algeriensis

漠百灵（学名：Ammomanes deserti），是百灵科漠百灵属的一种。

## 分布
它分布于巴基斯坦领土、埃及、利比亚、埃塞俄比亚、伊朗、厄立特里亚、土库曼斯坦、土耳其、乍得、叙利亚、马里、阿曼、索马里、卡塔尔、毛里塔尼亚、阿拉伯联合酋长国、约旦、尼日尔、巴基斯坦、沙特阿拉伯、塞浦路斯、吉布提、黎巴嫩、也门、印度、苏丹、摩洛哥、以色列、乌兹别克斯坦、阿富汗、科威特、塔吉克斯坦、阿尔及利亚、突尼斯、布基纳法索、巴林、伊拉克和西撒哈拉。该物种的保护状况被评为无危。
漠百灵的平均体重约为24.8克。栖息地包括热带沙漠和亚热带或热带的（低地）干燥疏灌丛。